# R-Motorsport
R-Motorsport ist ein Schweizer Motorsport-Team mit Sitz im Kanton St. Gallen.

## Geschichte

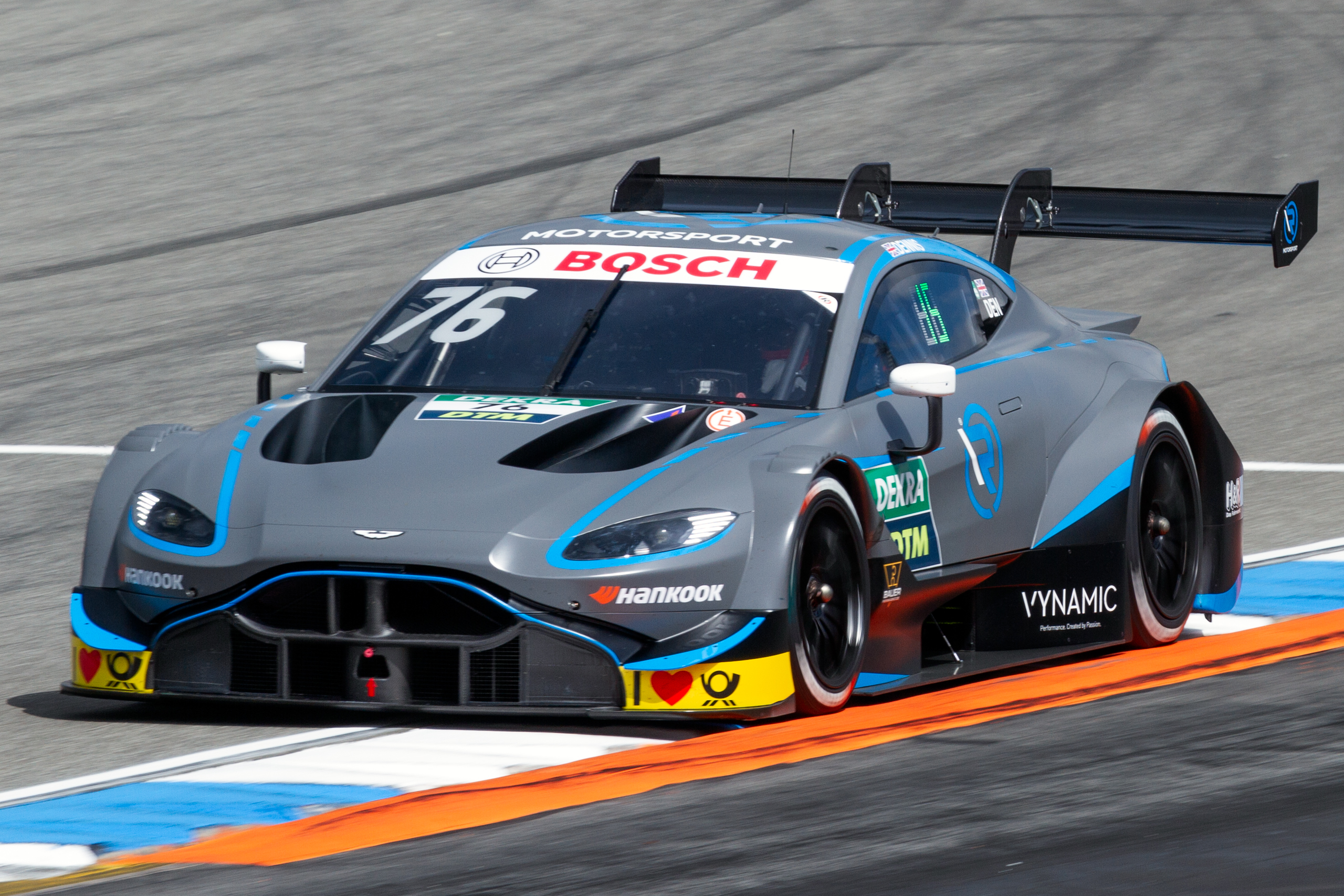
R-Motorsport DTM Aston Martin Vantage von Jake Dennis (2019)

R-Motorsport startete 2018 und 2019 in der Blancpain GT Series. Während das Team 2018 zunächst nur in der Blancpain Endurance Series mit zwei Aston Martin Vantage V12 GT3 startete, wurde 2019 das Engagement um die Sprint Series erweitert. Das beste Rennergebnis in der Endurance Series erzielten Alex Lynn, Marvin Kirchhöfer und Jake Dennis beim 3-Stunden-Rennen von Barcelona 2019. Dort belegte das Fahrer-Trio auf einem Aston Martin Vantage AMR GT3 den zweiten Platz.
Parallel trat R-Motorsport als Werksteam für Aston Martin 2019 mit vier Aston Martin Vantage DTM in der DTM an. Die Saison verlief für die Fahrer Paul di Resta, Jake Dennis, Daniel Juncadella und Ferdinand von Habsburg nicht sehr erfolgreich. Zum Saisonende war der 14. Rang von Daniel Juncadella die beste Platzierung.
Das Team stieg bereits 2020, unter anderem wegen der schlechten Ergebnisse des Vorjahres, wieder aus der DTM aus. Das führte zu einem Streit mit HWA, die für die DTM-Einsätze die Vantage-Karosserien lieferten.
Seit dem Jahr 2021 gibt es unter dem R-Motorsport Label keine Renneinsätze mehr.  Außerdem wurde die Webseite gelöscht und ist nicht mehr abrufbar.